# Феодота
Феодота або Теодота (*Θεοδότη, бл. 780 — після 807) — візантійська імператриця.

## Життєпис
Походила з аристократичної родини Константинополя. Здобула гарну освіту, відрізнялася вродою. Близько 793 року увійшла до почту імператриці-матері Ірини Афінської, де стала однією з кубікуларій. У 794 році внаслідок інтриг імператриці стає коханкою імператора Костянтина VI. У 795 році останній розлучився зі своєю дружиною Марією та у вересні одружився з Феодотою. Перед тим вона отримала титул Августи.
Цей шлюб призвів до конфлікту між духівництвом та імператором. Протистояння з церковниками, яких очолював Сакудіонський монастир, тривало до початку 797 року, коли зрештою Костянтин VI втратив терпець, наказавши захопити монастир, а його очільників Платона Студіта заслати до Фессалонік. Внаслідок цього втратив значну підтримку війська та православної церкви. Від нього відступилися іконоборці, що планували через Феодоту відновити боротьбу з іконами.
У серпні 797 році Костянтина VI було повалено внаслідок заколоту на чолі із його матір'ю Іриною. Феодота втратила титул і поселилася разом із засліпленим чоловіком в Ісидоровому палаці. Остання згадка про неї відноситься до 807 року. В цей час вже стала черницею. Подальша доля невідома.

## Родина
Чоловік — Костянтин VI, візантійський імператор.
Діти:
- Лев (797)
- син (пом. 802/808)